# Cecilia Li

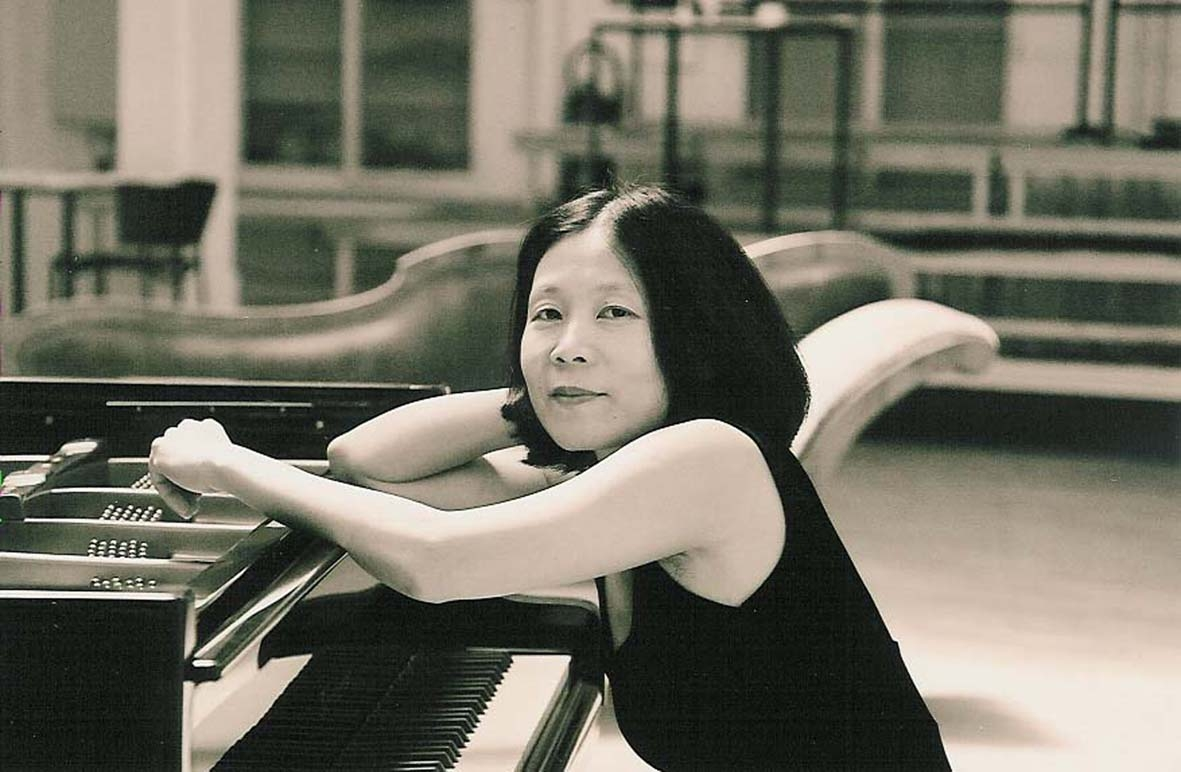
Cecilia Li im Studio

Cecilia Li (geboren * 1957 in Taipei, Taiwan) ist eine Konzertpianistin und entwickelt ihr Repertoire sowohl in Europa als auch in Asien. Gemeinsam mit ihrem Mann, dem Choreographen Sebastian Prantl, widmet sie sich transkultureller kunstbasierter Forschung. Sie ist Wahlösterreicherin und lebt in Wien.

## Biografie

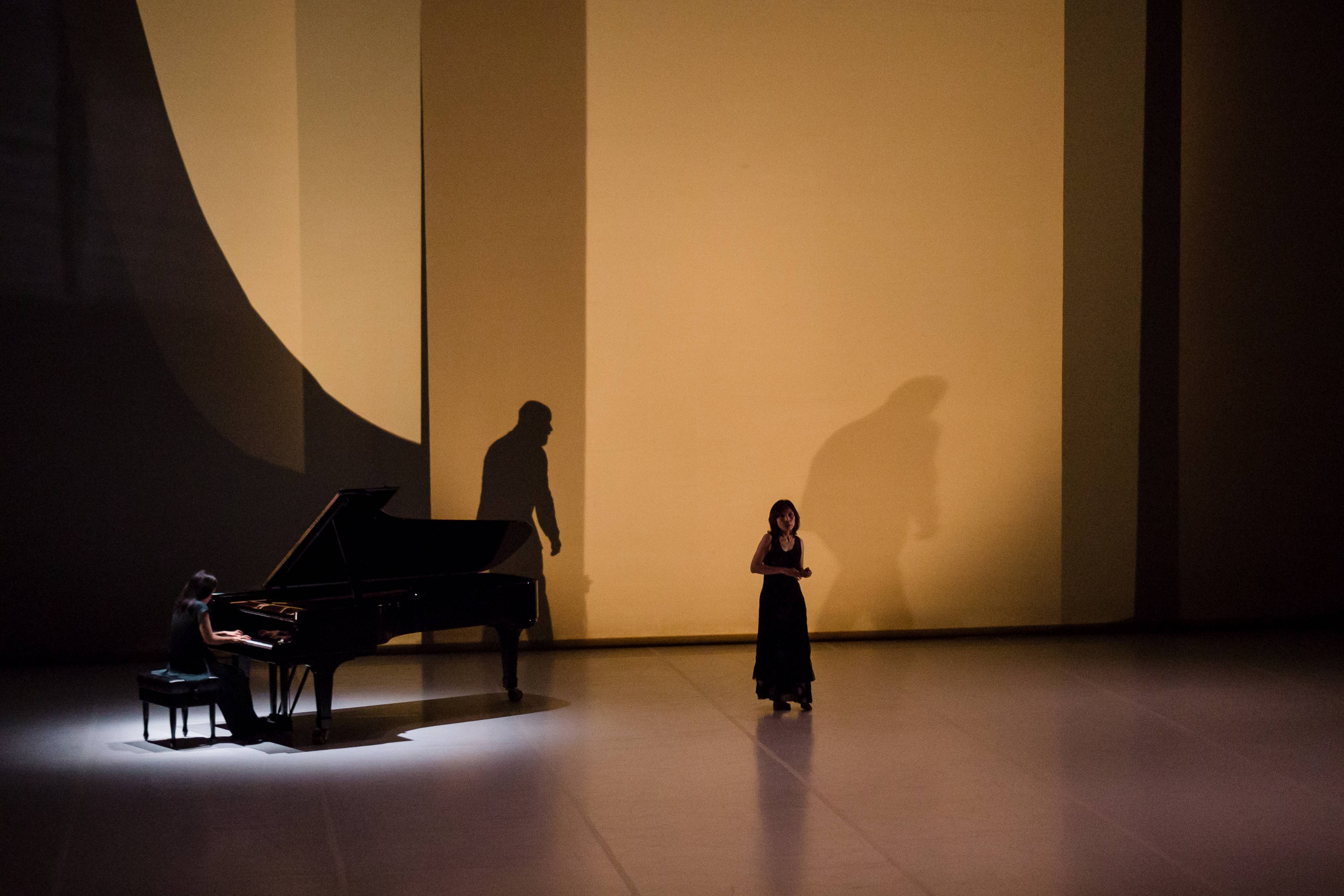
Cecilia Li bei Trans Art Works auf der Bühne.

Mit acht Jahren begann sie ein Klavierstudium an der Kwang-Jen High School bei Iman Wu und Robert Scholz. Mit 14 Jahren führte sie ihr Studium an der Universität für Musik Mozarteum in Salzburg im Konzertfach bei Kurt Neumüller fort. Zu ihren weiteren Lehrern gehörten Tatjana Nikolaijewa, Meira Farkas, Norman Shetler und Sandor Végh.
Li erhielt mehrere Preise und Auszeichnungen. Mit 20 Jahren absolvierte sie das Konzertfach mit höchster Auszeichnung und erhielt einen Würdigungspreis des österreichischen Wissenschaftsministeriums. Ihre zahlreichen Solo- und Kammermusikauftritte umfassen u. a. die National Theatre and Concert Hall in Taipei, den Großen Konzertsaal des Mozarteums in Salzburg, die Kammermusikfestival Salzburg, die Konzertreihe Palais Coburg in Wien, die Liszt Konzerthalle Raiding und das Strovolos Theater von Nikosia/Zypern. Meisterklasse: Taipei National University of Arts und Tainan National University of Arts.
Interdisziplinäre Projekte mit dem Tanz Atelier Wien wurden u. a. beim 3. Beijing Art Festival, beim Europäischen Tanz Festival Limassol/Zypern, Taipei Opera Experimental Theatre, 1. Dance Festival in Indien, Wiener Secession, Festspielhaus St. Pölten, Lange Nacht der Musik in St. Lambrecht bei der Styriarte, Lange Nacht der Kirchen im Stephansdom Wien, Wien Modern, Palais Lichtenstein Wien, Museum Mainz in Deutschland und dem Taipei Kuandu Arts Festival 2013 gezeigt.
Li ist Co-Founder des International ChoreoLab Austria, einer seit 2009 bestehenden Kooperation des Tanz Atelier Wien mit der Donau-Universität Krems und dem Symposion Europäischer Bildhauer (SEB) von St. Margarethen/Burgenland.
2004 gründete sie ihr eigenes CD-Label Shiuling Records.
The unspeakable, emotion, abstraction, listening, silence, MUSIC a state of being - Cecilia Li

## Trans Art Works
Seit 1988 ist Cecilia Li musikalische Leiterin und Dramaturgin des Tanz Atelier Wien - Trans Art Works (TAW).

## Diskografie
- 1996 „Bach Goldberg-Variationen“ erschienen bei Bayer Records – Amati
- Shiuling Records:
- 2004  „Claude Debussy – 12 Préludes pour piano, livre II“
- 2004 “Hommage à Erik Satie”
- 2011 „Piano Phonotope“
- 2017 "Giacinto Scelsi | Suite No.9 " Ttai " pour piano"